# Perches
Perches (Haitianisch-Kreolisch Pèch) ist eine Gemeinde im Département Nord-Est von Haiti.

## Lage und Beschreibung
Die kleine Gemeinde Perches liegt im nordöstlichsten Arrondissement Haitis. Die zur Grenzstation Ouanaminthe führende Route Nationale RN-6 ist zwanzig Kilometer in westlicher Richtung zu erreichen.
Neben dem Ortszentrum Ville de Perches bestehen zwei ländliche Gemeindebezirke:
1. Haut des Perches mit Coupe Bois, Madeleine, Maquillon und Savane Berglanne sowie
2. Bas des Perches mit Belery, Charrois, La Coupe und Paon.

In der Gemeinde gibt es weder eine Trinkwasser- noch Elektrizitätsversorgung.